# Irenäus zu Chiusi
Irenäus († 275 in Chiusi) war ein Diakon. Der Überlieferung nach verschaffte er während einer Christenverfolgung dem in Sutri gemarterten Felix ein christliches Begräbnis, wurde daraufhin festgenommen und musste barfuß bis nach Chiusi laufen. Dort starb er zusammen mit vielen anderen Christen den Märtyrertod. Über sein Leben ist wenig bekannt. Sein Gedenktag ist der 3. Juli.
Die Acta Sanctorum der Bollandisten dokumentieren die Vernehmungen, die der Präfekt Turcius mit Irenäus führte.